# 对于新疆再教育营的反应
本条目记录各方对于中华人民共和国新疆再教育营的反应。

## 事件当事人
2017-2018年，自由亚洲电台曾对新疆“再教育营”相关人员的情况进行了大量的电话采访报道。
- 2017年11月20日，喀什地区疏附县公安指挥部及各乡镇派出所等地工作人员均拒绝就采访回答相关问题。其中疏附县布拉克苏乡司法站工作人员回答相关问题时称：“此乡已被判刑人员有2514人，送教育营的人员有806人。”[1]

- 2018年年初，江苏苏宁足球俱乐部运动员叶尔凡·叶孜木江结束在西班牙和迪拜的训练之后去新疆塔城探望他的父母，后来经自由亚洲电台证实他已被送到塔城地区额敏县的一所“再教育营”里[2]，下落不明。國際職業足球員協會呼吁尽快释放叶尔凡，让他可以和家人团聚并继续足球事业。[3][4]在“再教育營”度過11個月後，叶尔凡于2019年2月回归江苏苏宁足球俱乐部[5]。

- 2018年3月23日，喀什市亚瓦格街道党委书记帕孜莱提·拜克尔因工作不积极为由被送到改造成“再教育营”的原喀什市第四中学。[6][7]

- 2018年6月21日，和田地区墨玉县吐外特乡司法站站长若孜巴克尔透露，此乡已被判刑人员有1731人，送“再教育营”的人员有1721人。[8]

- 2018年8月2日，库车县哈尼喀塔木乡民警称此乡已送大概5000人到教育中心，该民警还称至今没有释放任何人。[9]

- 2018年8月17日，阿克苏地区新和县多名派出所民警被采访，其中有一位民警透露称目前全新和县在培人员有2.2万人（新和县人口为19万），还称这不包括每天培训结束后能回家的人员及被判刑人员。[10]

- 2018年8月20日，阿克苏地区新和县森林派出所民警回答相关问题时称该派出所专门负责带有问题的国家公职人员的送教育中心事宜。民警透露称:'该县银行公职人员共计154人，其中新和镇信用合作社主任阿里木·艾海提、排先拜巴扎乡信用合作社主任买买提·尼亚孜、塔什艾日克乡信用合作社主任玛热古丽·喀迪尔等17人已被送到“再教育基地”。[11]

- 2018年8月21日，阿克苏地区温宿县有派出所民警透露称目前温宿县共有4个“再教育基地”，分别为原县委党校、原温宿县第二中学、离县城10公里的核桃农场教育基地以及离县城40公里的克孜勒镇教育基地。民警还称全县正在被教育的人数有3万人。[12]

- 2018年8月30日，和田地区于田县有派出所民警称目前于田县共有4个“再教育基地”，分别为称为第一教育中心的原于田县看守所，看守所对面新建的第二教育中心及位于开发区的第三、第四教育中心，民警称第四教育中心是女子教育中心并称全县被教育的人数将近3万。[13]次日，自由亚洲电台继续电话采访于田县英巴格乡民警和信用合作社工作人员，民警拒绝回答相关问题。信用合作社工作人员回答相关问题时称：“本乡送去‘再教育营’的人员中242人有银行贷款，其中有7人在教育中心死亡，死者年龄31至42岁，有3人的贷款已免除，另外4人的欠债免除事宜正在办理中。”[14]

2019年8月，部分新疆维吾尔族人士通过抖音纪念失踪的亲人，并向外界传达与失踪亲人有关的信息。2019年12月，包括Twitter的一些社交媒体出现#StillNoInfo标签，一些人声称自己的家人或朋友经过再教育营毕业后消失；对此，中国环球电视网（CGTN）调查回应： 
- 哈利努尔（Halinur）于2008年因被指煽动宗教极端主义而被送进再教育营。2019年12月13日，Twitter上出现自称是哈利努尔的表弟的丈夫杜拉·拉苏尔（Abdullah Rasul）发布的推文，称哈利努尔等数个亲人失踪，并配上照片。当月，哈利努尔在接受CGTN采访时称，自己一直在家乡吐鲁番的一家餐馆工作，生活十分正常。哈利努尔对自己被认为失踪感到诧异，并称在再教育营学到的普通话对她的工作有所帮助。[18]
- 2020年初，对于Twitter上的100多位“消失”人员，CGTN指有一半身份无法确认（譬如由于名字拼写错误），有三分之一正在接受犯罪调查或已被定罪，剩余的人员生活正常[19]。一位Facebook用户发布视频，称自己是海尼木汗·吐迪（Henimhan Tudi）的女儿，自己的母亲被在没有犯罪的情况下，被关进“集中营”。CGTN记者在海尼木汗家里采访其人，后者称自己从来没有进过教培中心，而是一直在家，“他们在散播谣言。”[19]此外，26岁的Rukiya Yakup在培训中心呆了10个月。她在接受CGTN采访时称，自己在培训中心提高了国语水平并学习了销售技能，后来她成为房地产销售员，收入非常可观。[19]

2020年12月21日，新疆地方政府在中國外交部举行新疆维吾尔自治区涉疆问题新闻发布会，新疆阿克苏地区教培中心的结业学员阿不拉江·阿不来提在新聞發佈會上聲稱，自己在進入「教培中心」前受到宗教极端思想影响，只想從事非法宗教活动，也不去找工作，來到「教培中心」後认识到宗教极端思想的危害，還提高了普通话水平，掌握了汽车维修技术，结业后開設汽车维修店，每月收入1万多元，此外還有每年3萬多的兼職漢語翻譯收入。同時新疆维吾尔自治区人民政府新闻办发言人伊力江·阿那依提否認教培中心是再教育营，並表示新疆也不存在再教育营。
2021年2月10日，新疆维吾尔自治区在北京召开的第四场涉疆问题发布会上：
- 结业学员阿力木江·买买提艾力称自己曾在朋友怂恿下，为了前往国外参加“圣战”并“进天堂”，在出境时使用假护照而被抓获，随后被送进教培中心。警察告诉他教培中心是政府“为了挽救像我这样的人”而专门开办的。他在在教培中心学习了法律、市场营销等相关的知识，结业后在一家房地产公司找到了工作。他表示全家人都感激教培中心，“如果没有教育培训中心的挽救，那么我一定会掉入罪恶的深渊，成为杀人不眨眼的魔鬼。”[21]

- 针对学员“遭受酷刑，甚至被摘除肝肾”“被洗脑、遭受虐待”的报道，来自阿克苏地区阿瓦提县的结业学员艾力·吐尼亚孜回应：[21]

老师像家人一样爱护我们……我和我的同学从来没有听说谁被虐待了、谁被摘除了肝肾。你们看，我们这些结业学员现在这么开朗、健康，像是被虐待过吗？ 
- 疏附县教培中心结业学员、站敏乡艾日克贝西村妇联主席在努尔·那买提哈热回应BBC对新疆“拘留营中女性遭受系统性强奸、性虐待和酷刑”的报道称：[21][22][23]我们女学员在教培中心期间，各项权利都得到了保障，老师对我们都很好。我作为教培结业学员，我要郑重声明，在教培中心，没有任何女学员被性侵过。BBC完全是是胡说八道，编造的都是鬼话！我们全体女学员都感到很愤怒！我们要警告BBC和那些造谣的人，如果再侮辱我们的女学员，我们将通过法律途径追究你们的责任，挽回我们的名誉权！

- 针对“教培中心女学员被强制绝育”的报道，另一位结业学员吐地姑丽·努尔向记者展示了自己在结业以后生下的女儿的照片，并称“如果我们被‘绝育’了，我怎么能生孩子呢？”[21][22][23]
- 结业学员米仁萨·喀热也同样称：[21][22]

现在我有两个孩子，按照国家计划生育政策，我还可以再生一个孩子。我同宿舍的古兰拜尔·艾麦提，她结业后就结婚了，去年她生了一个非常可爱的女儿……境外的有些人整天胡说八道，就像苍蝇一样让我们讨厌。
- 在第六场涉疆问题新闻发布会上，在博乐市纺织公司上班的新疆维吾尔族女生阿丽米热·吐尔孙表示，她公司提供免费宿舍、有网络、公司更设清真食堂，供穆斯林使用，她认为，境外人士说的‘强迫劳动’没有任何关系[24]。”

“我们在教培中心学习，各项权利都得到了充分保障，老师对我们都很好，我们结下了深厚的友谊，现在都还保持着联系。”泽普县教培中心的结业学员迪丽娜尔·卡哈尔说，当听到境外不堪入耳的谣言时，她和同学们都特别气愤。“我想对那些造谣者说，你们整天胡说八道，靠诋毁教培女学员的名誉，来达到自己不可告人的目的，你们不感到羞耻吗？你们的良心不痛吗？” 
- 在第六场涉疆问题新闻发布会上，和田市教培中心结业学员塔黑日江·托合提指出，教培中心是一所学校，学院在里面学习国家通用语言文字、法律知识、职业技能和去极端化等内容。学校的课余生活十分丰富，学校亦尊重学员们的风俗习惯，提供清真饭菜给学员享用。结业后，托合提开了一家餐厅和物业公司。托合提在教培中心学到的企业管理、法律法规知识，用到了餐厅和公司经营管理上。现在他的餐厅和物业公司有60多名员工，每月有2万多元收入。今后，他打算再开几家物业分公司，带领员工挣更多的钱，过上更好的日子。

“我和我的同学都很感激教培中心，是教培中心让我们回归到正常的生活。”“境外那些人说我们的教培中心是‘集中营’，完全是睁着眼睛说瞎话。”
2021年4月21日，纽约客报道了Anar Sabit作为哈萨克族在“再教育营”里的经历。Sabit因为工作关系去过一些敏感国家，比如哈萨克斯坦，吉尔吉斯斯坦和美国。在一次准备出境去哈萨克斯坦探亲时被送入“再教育营”，理由是她的名字被列入高风险名单，即使其没有任何的违法记录。

## 中華人民共和国官方

### 外交部
2018年4月18日，中华人民共和国外交部（以下簡稱「外交部」）发言人华春莹被问到关于“再教育营”的问题时表示，“新疆各族人民安居乐业”。她警告美国“不要以任何形式干涉和毫无根据地指责中国内政”。
2018年6月，据报道，澳大利亚广播公司多次联系各级中華人民共和国政府各部门，请求他们就对维吾尔人的待遇作出评论、未收到任何回应，但外交部在记者会上告诉其他媒体的记者，该部门“没有听说”这一情况。
2018年8月14日，外交部发言人陆慷就联合国消除种族歧视委员会的质询，回答记者提问时表示：“某些反华势力出于政治目的对中国进行不实指责，少数境外媒体歪曲报道此次审议情况，污蔑中国在新疆的反恐和打击犯罪措施，是别有用心的。”
2018年8月30日，针对美国国会议员呼吁制裁涉嫌“侵犯新疆维吾尔族人权”的中華人民共和国官员，外交部發言人华春莹称中国公民依法享有宗教自由，美国国会议员“没有资格就少数民族问题对中国横加指责”，“中国少数民族政策和实际情况比美国好很多”。华春莹还表示，“我还想奉劝那些拿着美国纳税人钱的美国议员，他们理应集中精力专注做好自己的本职工作，服务美国人民，而不是整天瞎操心、干涉别国内政，充当‘人权法官’，对别国横加指责，甚至威胁实施什么无理制裁。”
2018年8月31日，外交部发言人华春莹在例行记者会上就联合国有专家批评中国在新疆实施的政策回答记者提问时表示：“关于你所说的审议涉及新疆的负面评论，是基于未经证实、不负责任的“信息”作出的，毫无事实根据。”
2018年9月10日，针对联合国人权高专米歇尔·巴切莱特的呼吁，外交部发言人耿爽表示：“中方敦促联合国人权高专及其办公室恪守《联合国宪章》宗旨和原则，尊重中国主权，公正客观履职，不要偏听偏信”。耿爽还称：“新疆社会大局稳定，各民族和谐相处，新疆实施的一系列政策措施旨在依法打击民族分离和暴恐犯罪活动，维护国家安全，保护人民群众生命和财产”。
2018年10月26日，外交部发言人华春莹就围绕10月24日英国广播公司（BBC）报道的乌鲁木齐市达坂城区的一所关押中心以及中方是否将安排外国记者采访新疆官员或者组织新闻发布会等问题答记者提问，华春莹表示：这不是什么“关押中心”，而是职业技能教育培训机构。它的目的很明确，就是要从根源上、从早期去除极端化和预防恐怖主义的产生。华春莹还表示：如果你怀着善意、客观公正地报道，你是受欢迎的；如果抱着偏见、怀着恶意而去，我们当然拒绝。
2018年11月1日，外交部发言人陆慷对英国外交大臣杰里米·亨特在关于新疆的发言回应称：“我们注意到了有关报道，中方坚决反对英方利用所谓涉疆问题达到某种政治目的。至于中国在新疆为防范和制止暴恐采取的反恐和去极端化的具体措施，新疆维吾尔自治区主席已就此接受媒体采访，并详细介绍了情况，建议你以及英方有关人士仔细阅读。”
2019年3月15日，在瑞士日内瓦举行，由联合国人权理事会举办的第三轮国别人权审议报告上，参加会议的外交部副部长乐玉成表示“去极端化是有效打击暴恐活动必不可少的重要手段，新疆职业技能教育培训中心（教培中心）实际上就是去极端化的寄宿学校”。乐玉成还说，“我在参访新疆教培中心时，听到学员们现身说法，讲他们以前否定和排斥一切世俗文化，拒绝上学、读书、看电视，宣扬‘泛清真化’，认为‘非穆斯林’制造的物品‘不清真’，拒绝用，政府修的路也‘不清真’，拒绝走，还经常被诱逼观看、传播鼓吹‘圣战’、‘杀异教徒’的音视频，可见极端化到了何种程度”。
2019年6月10日，中华人民共和国外交部副部长张汉晖出席习近平出访中亚吹风会，回答路透社记者提问时把批评新疆再教育营的人比喻成“从冷战的坟墓中钻出来的僵尸”，“整天鬼话连篇、谎话连连，失去基本的道德底线”，“一段时间以来，一些别有用心的人在国际上到处抹黑中国、抹黑新疆，把职业技能教育培训中心说成是穆斯林的集中营，还杜撰出一个数，称抓了100多万人，这简直是睁着眼说瞎话”。他呼吁境外敵對勢力停止抹黑中国，停止传播谣言，“因为这是缺德的行为，这种事情不要再做。”
2019年9月26日，國務委員兼外交部長王毅在紐約聯合國大會上表示，中國在新疆採取的措施是為了預防性反恐和去極端化，並有效地遏制了恐怖活動。王毅認為，這是中國「對聯合國《防止暴力極端主義行動計劃》的具體落實，也是中國對國際反恐事業的重要貢獻。」此外，王毅称美國「出於他們的政治目的，攻擊抹黑中國的正當舉措」。
2019年11月，《纽约时报》披露新一批當局教育營內部文件後，外交部发言人耿爽在記者會上，批评《纽约时报》的报道是炒作和抹黑污蔑中國當局，指内政涉疆问题僅是反暴恐和反分裂问题。
2019年12月6日，外交部发言人华春莹在答记者问时，援引《纽约时报》关于关塔那摩监狱虐囚的报道，指责美国议员在涉疆问题上道貌岸然、虚伪丑恶。
2021年2月4日，外交部发言人汪文斌回应了大量关于新疆再教育营的报道：
- 2020年7月17日，英国广播公司（BBC）“新闻之夜”采访维吾尔族女子早木热·达吾提，后者称自己曾被关押在再教育营，并遭强制绝育、摘除子宫；其父亲数次遭新疆当局的拘押和调查，在不久前因不明原因去世。汪文斌回应，早木热·达吾提从未在教培中心学习过；她在2013年生第三个孩子时签字同意“剖宫产、要结扎”并做手术，并没有被绝育；她父亲一直同子女正常生活直到2019年因心脏病去世，从未被拘押，并被她的两个哥哥证实。汪文斌谴责早木热·达吾提“编造了太多谎言”，“已经成为反华势力攻击炒作新疆的演员和工具”。[43][44][45]
- 汪文斌还对BBC炮制虚假涉疆信息作出回应：“第一，新疆根本不存在所谓的“再教育营”，新疆依法设立的职业技能教育培训中心与英国“转化和脱离项目”、法国去极端化中心没有本质区别；第二，根本不存在所谓针对女性的系统性性侵和虐待；第三，关于新疆经济社会的发展情况。”[46][45]
- 另外，汪文斌否认了“墨玉名单”，称名单上的绝大多数人只是当地居民，过着正常的生活，并指责德国教授郑国恩“热衷于炮制涉疆谣言，诽谤中国”。他还声称：[45]

郑国恩还在他的报告中，把新疆正常招录民警，猜测是为所谓“拘留运动”做准备；把深受新疆各族群众欢迎的“访惠聚”工作，想象成是“拘留运动”的“决策基础”；把充分保障儿童上学的寄宿制学校和学前教育，臆想成是“拘留运动”的“兜底保障”；把少数民族群众自主自愿到外地就业，无端地猜测为“强迫劳动”。他的这种生拉硬扯、荒诞不经的“联想”，活脱脱就是一个“不怕不敢想，就怕想不到”的痴人说梦的心态。
2021年1月20日，外交部发言人华春莹在回应美国国务卿蓬佩奥涉疆言论时指出：“所谓中国在新疆实施种族灭绝和犯反人类罪彻头彻尾就是以蓬佩奥为代表的个别反华反共势力蓄意炮制的耸人听闻的伪命题和恶意荒唐闹剧，只存在于蓬佩奥之流的丑恶政治阴谋中，过去不曾、现在没有、将来也不会发生在中国大地上。”
2021年4月1日，外交部发言人华春莹于例行记者会上华春莹在外交部例行记者会上再次发布一段由Youtube BestChinaInfo頻道主，1987至1995年曾任英国報紙the Sun編輯的巴里（Barry）摄制的视频，在视频中，巴里公开了西方媒体编造有关新疆的虚假新闻信息的来源，他表示根据郑国恩（Adrain Zenz）发布推文显示，英国广播公司（BBC）曾问他“是否可以找到任何（关于新疆维吾尔人的）证据。”他则回答“不，这是非常困难的，没有足够的证据。”而不久后英国广播公司再次找到他并携带了佣金，他则欣然接受并去“找”更多证据，该视频揭示了英国广播公司雇佣郑国恩炮制涉疆假新闻的事实。华春莹还驳斥了有关英国记者沙磊是因受到威胁而离开中国大陆的说法，表示如果沙磊认为自己发布的新闻没有捏造事实，就不用逃走。并针对《世界报》称“Laurène Beaumont经调查为虚构人物”回应称中方已向CGTN核实了Laurene Beaumond的身份，此人是在中国生活很多年的法籍人士并且曾多次到访新疆，她写的文章记录了她在新疆的所见所闻和事实真相，有关观点客观且公允，但关于她的细节不便透露，原因是目前在一些欧美国家对中国说句公道话的人会遭到恶意攻击；这个问题本身其实反映了个别国家、个别媒体一种不健康的思维，就是只要不符合他们的臆想，不符合他们所谓的价值观和意识形态，就一定是假的，就乱扣帽子、乱打棍子，这是要不得的。
2021年5月7日，外交部發言人汪文斌批評美國眾議院外交事務委員會在毫無事實根據情況下舉行維吾爾族倖存者聽證會，是刻意搞「有罪推定」，干涉中國內政。
2022年9月1日，中國外交部發言人汪文斌在例行記者會表示，巴切萊特發表的新疆人權報告是虛假訊息的大雜燴，又指聯合國人權事務高級專員辦公室基於境外一些反華勢力的政治圖謀杜撰報告，嚴重違反高專辦職責，嚴重違背普遍、客觀、非選擇性、非政治化原則，再次證明人權高專辦已經淪為美西方整治廣大發展中國家的打手和幫兇。

### 其它部门
2018年10月9日，新疆政府重新修订发布2017年3月制定的《新疆维吾尔自治区去极端化条例》， 新条例第十七条规定：“县级以上人民政府可以设立职业技能教育培训中心等教育转化机构和管理部门，对受极端主义影响人员进行教育转化，做好去极端化工作。”当局在新修订的条例中加入教育转化机构和管理部门等内容引发外界对再教育营已被合法化的质疑。
2019年3月18日，中华人民共和国国务院新闻办公室发表《新疆的反恐、去极端化斗争与人权保障》白皮书认为新疆采取的一系列反恐措施，新疆已连续2年多未发生暴力恐怖案件，极端主义渗透得到有效遏制，社会治安状况明显好转。
2019年3月19日，据CBC報道，中國在蒙特利爾的官員向康科迪亚大学（Concordia University）所属的人权研究机构施压，要求对方取消有维吾尔流亡人士Dolkun Isa出席的研討會。康科迪亚大学种族灭绝和人权研究机构（MIGS）的执行主任在3月25日收到蒙特利尔中领馆一份署名“Wang Wenzhang”的官员的邮件，告知副总领事邢文健要求与他紧急会面，讨论关于次日在康科迪亚大学举行的有关中国维吾尔人现状的研讨会，马修斯最終决定不理会中领馆要求，但隨後他發現蒙特列爾市政府也收到了來自中領館類似的要求。
2019年8月16日，国务院新闻办公室发表《新疆的职业技能教育培训工作》白皮书，白皮书包括前言、开展教育培训工作势在必行、依法开展教育培训工作、教育培训的内容、学员的基本权利得到保障、教育培训工作取得显著成效、探索出去极端化的有益经验、结束语等部分。
2019年11月16日，《纽约时报》披露了声称是匿名中国大陸政界人士提供的一批有关新疆打击极端主义、恐怖主义的内部文件，展現中國運作再教育營的內幕。对此，新疆维吾尔自治区人民政府新闻发言人发表声明，所謂的內部文件是《纽约时报》杜撰编造的假新闻，中華人民共和國政府在新疆的措施對打擊恐怖主義卓有成效。
2020年9月17日，国务院新闻办发布《新疆的劳动就业保障》白皮书，主要阐述在新疆实施的各项劳动就业保障政策和成就，声称将促进当地的劳动就业当作最大的民生工程，并强调有依法保障劳动者基本权利。白皮书同时称新疆有积极践行国际劳工和人权标准，最大限度保障各族群众充分享有劳动权。

### 政府官员
2018年8月13日，官员胡联合在日内瓦举行的联合国消除种族歧视委员会上回应联合国消除种族歧视委员会成员盖伊·麦克杜格尔的质疑称，“不存在再教育营这种东西，不存在对归国人员进行折磨、迫害或让他们失踪的事情，中国没有把任何少数民族作为打击目标，中国的少数民族安居乐业，享有宗教自由”。他还表示，中華人民共和国政府对暴力恐怖主义活动进行了镇压，并且加强了“安全和社会管理”，只是对未成年犯提供了“协助和教育，帮助他们改过自新”。
2018年8月21日，英国《金融时报》刊登了中華人民共和国驻英国大使刘晓明题为《“三个坚持”政策是确保新疆和谐发展的根本之道》的署名文章，文中写道：“新疆当地政府采取集中教育培训的方式不仅有效防范宗教极端主义渗透，使受到极端思想影响的人迷途知返，而且还为他们提供就业技能培训，帮助他们走上健康幸福生活之路。”
2018年9月10日，英国《金融时报》亚洲版主编吉密欧在北京专访中華人民共和国外交部副部长乐玉成时就新疆“再教育营”提问。对此乐玉成表示：“对新疆而言，稳定是最重要的。新疆出现恐怖极端分子和组织，就是因为他们被极端思想，特别是伊斯兰极端思想洗脑，才走上了危害家庭、危害社会、害人害已的邪路、绝路”。他还说有必要挽救这些“被极端思想洗脑的人”，要采取措施帮他们“祛除头脑中的极端主义思想”，“我们主张有病就要早治，不要等到病入膏肓；发现有宗教极端思想的苗头，就要帮助他祛除，不能眼看着他走上害人害己的道路”。乐玉成声称，一切“依法依规”进行，“我们有刑法，有反恐法，依法维护国家安全是各国通行做法”。
2018年9月13日，国务院新闻办公室人权事务局处长李晓军在日内瓦出席联合国人权委员会会议时表示：“中国政府在新疆设立的再教育设施都是专业培训中心和教育中心，在这些中心里培训穆斯林人，并非是对他们进行虐待，而是对他们进行旨在阻止伊斯兰极端主义扩散的培训。李晓军还说：“那些经过培训的人毕业后可拥有获得好工作的技能，这些中心的培训期相当短暂，有5天、7天、10天、一个月和二个月不等”。
2018年10月3日，中華人民共和国驻美国大使崔天凯在接受美国全国公共广播电台专访时，对于主持人问及联合国专家指新疆将数以十万计维吾尔人关押在“再教育营”的问题，崔天凯否认这些“再教育营”的存在，并重复中華人民共和国官方的相关解释，表示是为这些人提供技能培训。
2018年10月16日，新疆自治区党委副书记、自治区政府主席雪克来提·扎克尔接受新华社采访时表示：开展“职业技能教育培训”是为了从根本上消除恐怖主义，新疆正在对参与恐怖活动“情节轻微的人员”开展职业技能教育培训，在教授他们食品加工、美容美发等技能之外，“增强他们在掌握国家通用语言文字、法律知识以及职业技能等方面的能力”，“增强国家意识、公民意识、法治意识”。但他没有表明具体有多少人正在接受这样的培训。
2018年11月6日，外交部副部长乐玉成在日内瓦对中華人民共和国的人权状况进行的第三轮普遍定期审议会议上称：“职业技能教育培训中心是基于反恐的需要，新疆基于反恐斗争的需要，设立教育机构就是要通过教育、帮助少数受极端主义侵蚀和影响的人，摆脱恐怖和极端思想，早日回归社会”。乐玉成还称说，设立职业教育培训中心是为了“挽救”被羁押者。中国代表团成员、乌鲁木齐市市长牙生·司地克称：“通过这些措施，恐怖主义的空间已经缩小，参加者从来没想到生活这样丰富多彩、充满意义等。”
2019年4月16日，中华人民共和国驻哈萨克斯坦大使张霄表示，新疆不存在所谓“集中营”或“古拉格”，只有“职业技能培训中心”，“教培中心不是监狱，而是面向全社会的学校”，目的是“把人教育好，不让‘好人’变‘坏人’”，首先要学国家通用语言和文字（普通话）。张霄表示说“说到人权，试问一个现代人，如果不会读写本国通用语言文字……还有什么其他人权可言？！” 5月28日，张霄否認中華人民共和國在新疆的不法行為，並稱新疆的局勢正常且穩定，一切政策措施是為打擊激進主義與極端主義，與哈薩克斯坦毫無關聯。
2019年6月13日，中國常駐聯合國日內瓦大使陳旭表示，他希望聯合國人權事務高級專員蜜雪兒·巴舍萊到中國大陸訪問，也包括前往新疆。他說，新疆的「教育訓練中心」正在幫助消除極端主義，並教給人民新技巧，希望巴舍萊前往新疆親自看看，眼見為實。
2019年6月25日，新疆维吾尔自治区党委常委、政府副主席艾尔肯·吐尼亚孜在联合国人权理事会第41次会议讲话時認為新疆重视开展预防性反恐和去极端化源头治理，依法设立职业技能教育培训中心，教育挽救受宗教极端思想感染、有轻微违法犯罪行为的人员，避免其成为恐怖主义、极端主义的牺牲品。艾尔肯·吐尼亚孜称职业技能教育培训中心经过两年多運營，中国新疆职业技能教育培训工作取得了显著成效。学员们逐渐摆脱了恐怖主义和极端主义的精神控制，获得了掌握现代知识和信息的渠道，学到一定的实用技术，已有很多学员结业离校，实现了稳定就业。新疆近3年未发生一起暴力恐怖案件。
2019年12月3日，新疆维吾尔自治区主席雪克来提·扎克尔指出“新疆依法开展职业技能教育培训工作是保障各族群众基本人权的正义之举”
，他表示，新疆的职业技能教育培训工作成为国际舆论关注的热点，许多有识之士纷纷点赞，但西方一些媒体出于意识形态的偏见，一些国家个别政要怀着不可告人的目的，始终戴着“有色眼镜”看中国、看新疆，他们以罔顾事实、颠倒黑白、指鹿为马为惯用伎俩，处心积虑地挑起所谓新疆问题，针对新疆工作进行恶意炒作、肆意抹黑中国。新疆在反恐、去极端化和社会治理方面取得的成绩，全世界人民有目共睹。我们强烈敦促西方个别政要和媒体摒弃意识形态偏见和反恐、去极端化“双重标准”，停止在所谓“教培中心问题”上再做文章。
2020年6月26日，中国常驻联合国日内瓦代表团发表声明，批评联合国人权问题独立专家违反职权、发表针对中国的错误言论，“有关声明严重歪曲事实，严重干涉中国主权和内政，公然违反《联合国宪章》，中方表示坚决反对和强烈谴责”。声明还提到，包括新疆、西藏少数民族在内的各族人民的合法权利受到充分保护。
2020年9月25日至26日，中共中央总书记習近平在第三次中央新疆工作座谈会上表示，自2014年第二次中央新疆工作座谈会以来，新疆工作取得重大成效，证明中国民族工作做得是成功的。
2021年7月5日，在乌鲁木齐七五事件12週年之際，新疆維吾爾自治區政府發言人伊力江·阿那依提在北京舉行的記者會上表示，新疆建立“教培中心”推動“反極端化工作”，最大程度消除極端恐怖主義的條件，保障公民基本權利免受傷害。

## 国际官方组织

### 联合国
2018年8月13日，联合国消除种族歧视委员会结束了对中国关于执行公约情况的定期报告的审议。在这次审议当中，新疆问题成了委员会成员提问的一个重点。中国问题联合报告员盖伊‧麦克杜格尔（Gay McDougall）表示，有“许多可信的报告或报导（the numerous and credible reports）”指出，中国在新疆的“反极端主义中心（counter-extremism centres）”秘密囚禁100万维吾尔族人，另有200万人被强迫进入“再教育营（re-education camps）”接受政治及文化的教化，将新疆维吾尔自治区变成了一个类似于大规模秘密拘留营的地方，使其成为了一个“无权利区”，并对此表示关切。中国代表团否认上述指控，认为新疆是“无权利区”的观点完全“违背事实”，并表示新疆没有“再教育中心”或“反恐培训中心”，被分配到职业教育和就业培训中心的罪犯的合法权利得到了适当保护，没有受到任意拘留甚至是虐待。 
2018年8月30日，联合国消除种族歧视委员会公布了其结论性观察报告，报告批评"在中国法律中对恐怖主义的广泛定义，对极端主义的模糊引用和对分离主义的不明确定义"。联合国消除种族歧视委员会呼吁北京：终止在没有合法指控，审判和定罪的情况下进行拘留; 立即释放目前在这种情况下被拘留的人；提供被拘留者的人数，以及拘留他们的理由； 对有关所有的种族，民族和民族宗教有关的指控進行公正調查。
2018年9月10日，第34、36任智利总统、联合国人权事务高级专员米歇尔·巴切莱特呼吁中華人民共和国政府允许联合国人权高级员办公室的人前往新疆和中国大陸其它地区对有关情况进行视察。巴切莱特在其首次于联合国人权理事会上的讲话中表示，人权小组揭露了一些令人非常困扰的、有关北京政府在新疆的所谓“再教育营”里大规模任意监禁维吾尔人和其他穆斯林人的信息。

2019年11月1日，联合国人权事务高级专员办事处（OHCHR）的12名专员发布有关中国反恐立法以及法律在新疆地区实施状况的评估报告，其中第4页提道：
因未遵守国际人权准则，这些去极端化条款已经遭到了联合国人权专家组（UN Special Procedures mandates）的批评。这些法律颁布后，在“反恐和去极端化”政策的掩饰下，据报道约有100万维吾尔族人以及其他突厥族穆斯林自2016年起被送入拘留场所。
该报道第8页还提到：
在此背景下，在此前的通信中，宗教或信仰自由专家组（Special Rapporteur on freedom of religion or belief）以及针对肆意拘留的工作组（Working Group on Arbitrary Detention）已经表达过对“再教育设施”（有时称为“职业技能教育培训中心”）的忧虑，这是出于这些设施与拘留营相同的强迫性特质。据称可能有100万-150万维吾尔族人以及其他新疆的少数民族人士被随意强迫进入这些场所，并有在监禁中死亡、肉体和精神折磨以及缺乏医疗照看的指控。与此同时，还有报道称，在部分案例中还存在营员被禁止与家人和朋友自由联系的情况，或无法告知后者自身所处的地点，并且被限制自由行动。
2020年6月，约50名联合国独立人权专家要求中华人民共和国政府不要压制国内的基本自由。对于“民众受到集体镇压，尤其是新疆和西藏的宗教和族裔少数群体所受的压迫”，联合国专家表达了关切。专家们还敦促联合国人权理事会采取紧急行动，采取一切适当措施监测中国的人权实践，譬如明确要求中国政府履行它的国际法义务。
2021年3月28日，联合国秘书长安东尼奥·古特雷斯在接受《CBS新聞》独家专访时表示，联合国目前正在与中国进行认真谈判，以准许联合国官员可以无限制进入中国新疆省，调查在新疆发生的侵犯人权行为的指控 。
2021年3月29日，联合国人权理事会的16名人权专家（来自“人权与跨国公司和其他工商企业问题工作组”、“任意拘留问题工作组”等）对中国维吾尔族穆斯林遭到拘留和强迫劳动的指控提出严重关切，要求不受阻碍地进入中国开展实况调查，并敦促全球和中国国内公司密切审查其供应链。人权理事会任命的几位专家表示，他们收到的信息显示，150多家中国国内和外国注册公司涉嫌严重侵犯维吾尔族工人的人权。
2022年4月25日，由五名工作人员组成的联合国人权先遣团抵达广州，他们在广州隔离之后将前往新疆，为人权事务高级专员米歇尔·巴切莱特(Michelle Bachelet)预定今年五月对中国的访问做准备。
2022年5月24日，在经历与北京政府多年来的谈判获得批准后，联合国人权事务高级专员米歇尔-巴切莱特正式前往中国进行为期6天的实地考察，她被安排在沒有媒体随行的「闭环」方式旅行。
2022年8月31日，联合国人权事务高级专员米歇尔·巴切莱特发布了一份关于中国对待新疆维吾尔族穆斯林和其他穆斯林少数民族的报告。报告发现，中国对这些群体的待遇可能构成危害人类罪。报告的结论是，该省“发生了严重的侵犯人权行为”，报告将其归因于中国针对维吾尔穆斯林和其他穆斯林少数群体的「反恐和反‘极端主义’战略的应用」。报告也显示，「关于酷刑或虐待模式的指控，包括强迫医疗和恶劣的拘留条件，是可信的，对个别性暴力和基于性别的暴力事件的指控也是可信的」。联合国人权办公室也在报告中提出的建议，中国政府应迅速采取「释放所有被任意监禁在新疆维吾尔自治区或任何其它拘留中心的个人」，以及提供确切的位置和下落给拘留者的家属知道，并帮助建立「安全的沟通渠道」，让其家人团聚。报告也建议，中国政府应废除任何不符合国际标准的法律，迅速调查关于在拘留营地和其他拘留设施中侵犯人权的指控，包括关于酷刑、性暴力、虐待、强迫医疗以及强迫劳动和死亡报告的指控。

### 欧盟
2018年6月27日，联合国人权理事会第38届常务会于瑞士日内瓦举行，欧洲联盟代表提及中国人权状况并指出，我们敦促中国关闭所有再教育营，并且立即释放所有人权捍卫者，并且要求对联合国特别程序给予完全的配合。
2018年9月11日，欧盟委员会副主席、外交和安全政策高级代表费代丽卡·莫盖里尼在欧洲议会提到新疆的“再教育营”，她在讲话中指出：“正如你们报告里所强调的那样，我们对中国最突出的分歧是涉及到其人权状况，我们还关注新疆的情况，特别是正在扩大的政治再教育营地”。
2018年10月4日，欧洲议会在法国斯特拉斯堡总部召开全会，会上有10多位议员轮番上台要求中華人民共和国停止压迫宗教自由，最后全会以举手方式表决通过“有关新疆维吾尔族自治区大规模任意拘留维吾尔族和哈萨克族人问题”的紧急决议案。欧洲议会呼吁中華人民共和国政府立即停止对维吾尔族、哈萨克族和其他穆斯林少数民族遭任意拘留，关闭拘留中心，立即无条件释放被关押人士。
2018年10月26日，欧盟外交和安全政策发言人柯茨扬齐齐发表声明称：“中国当局对《新疆维吾尔自治区去极端化条例》的修订，凸显了新疆人权状况的恶化。有可靠的报告显示当局大规模拘留当地人到政治“再教育营地”已影响维吾尔族和其他少数民族，他们被大规模的监视，旅行受到限制，据称在国外的维吾尔族人不能自主地返回中国。”
2019年12月18日，歐洲議會將萨哈罗夫奖頒予伊力哈木·土赫提，歐洲議會表彰後者"推动维汉民族的对话和理解"做出的努力。
2019年12月19日，歐洲議會通過決議强烈谴责中国大规模关押维吾尔人和其他穆斯林少数族裔，呼吁中国政府立即停止这种任意拘押的做法，无条件释放包括今年萨哈洛夫思想自由奖得主伊力哈木在内的被拘禁者。
2020年12月17日，欧洲议会强烈谴责北京对维吾尔等少数族裔的任意拘捕，谴责中国实施强迫劳动，表示欧盟应该考虑对中国进行制裁；决议还呼吁中国立即释放维族学者伊力哈木·土赫提。
2021年3月22日，歐洲聯盟聯合美國、英國、加拿大宣佈因維吾爾族人權問題對4名中國官員，包括中共新疆維吾爾自治區黨委前政法委書記朱海侖，中共新疆維吾爾自治區黨委常委、政法委書記王明山，新疆生產建設兵團政委、中國新建集團公司董事長王君正，及新疆維吾爾自治區公安廳廳長陳明國與1個實體新疆生產建設兵團公安局實施制裁。澳大利亞和新西蘭對制裁表示支持。

### 其它官方组织
2019年11月，世界銀行稱《外交政策》報道中華人民共和国政府挪用世界银行5000万美元的贷款项目去购买监控新疆少数民族穆斯林的防暴与维安设备，雖未有直接證據，但世界銀行为了避免世界银行的款项被参与新疆“再教育营”的学校拿来使用，决定缩减一项资助中国职业学校的贷款项目。
2021年5月，七國集團（G7）外長呼籲中國尊重人權和基本自由，並稱「我們繼續深切關注在新疆和西藏發生的侵犯及踐踏人權的行為，特別是針對維吾爾族人，其他少數民族和宗教團體的成員，以及大規模系統化的『政治再教育』營和強迫勞動」，以及「我們堅決支持獨立及不受限制地進入新疆進行實地調查。我們繼續呼籲聯合國人權事務高級專員爭取這種機會。」

## 世界各国官方

#### 欧美国家
2018年4月13日，法国欧洲与外交部发言人让-伊夫·勒德里昂就对新疆维吾尔自治区“政治再教育营”发生的大规模非法拘禁中国维吾尔族穆斯林公民一事做出回应称法国密切关注中国的人权状况，特别是在新疆。法国曾对新疆的人权状况表示担忧，并已在2018年3月召开的日内瓦联合国人权理事会会议上呼吁与当地民众进行对话。
2018年4月18日，美国国务院代理亚太副助卿石露蕊（Laura Stone）表示称：「中国近年拘押至少数万维吾尔族人和其他穆斯林，美国深表关切并可能依据《全球马格尼茨基人权问责法》采取行动。」
2018年6月25日，澳大利亚外交和贸易部表示：“澳大利亚对越来越多的关于新疆维吾尔人遭受不公待遇的报道表示担忧，我们已经向中国提出了这些担忧。
2018年6月29日，美国国际宗教自由事务无任所大使萨姆·布朗巴克敦促特朗普政府就中華人民共和国对宗教团体的打压向中華人民共和国领导人施压，并表示第一个目标就是制裁62岁的中共中央政治局委员兼新疆自治区党委书记陈全国。他建议，总统特朗普签署行政命令，授权政府和财政部冻结那些迫害宗教侵犯宗教自由的中国大陸官员在美国的资产和银行账户。根据美国国务院的报告，陈全国在新疆实施宗教迫害，将数十万维吾尔穆斯林拘押在“再教育营”，对他们进行思想改造。
2018年7月25日，美国国会及行政当局中国委员会举行了听证会，调查中国警方在新疆施行的监控、镇压和监禁等政策。美国国会与行政当局中国委员会主席共和党参议员马可·卢比奥主持了会议。他在会议开始就强调了目前新疆人权危机的严重程度，卢比奥参议员在现场出示了中華人民共和国政府在新疆修建的所谓的“政治再教育中心”的图片，并指出这些设施里监禁了数以百万计的维族人及其他信仰伊斯兰教的少数民族民众。
2018年7月26日，在华盛顿举行的促进宗教自由部长级会议中美国副总统迈克·彭斯表示：「中国将数十万，甚至数百万的人，送到所谓的收容中心「再教育」(Re-education)，是试图让人们失去宗教和文化归属。彭斯警告，宗教迫害在中国正有规模地增长。」
2018年8月10日，联合国消除种族歧视委员会在瑞士日内瓦审议中国履行《消除一切形式种族歧视国际公约》报告的聆讯上，美国籍委员、人权律师盖伊‧麦克杜格尔指出，根据可靠情报，中華人民共和国涉嫌将百万名维吾尔族穆斯林，送到秘密的“政治再教育营”扣留，以打击当局所认为的“宗教极端主义”。麦克杜格尔表示，委员会对有关情况“深表关注”。
2018年8月28日，美国参议员马可·卢比奥和其他16名来自两党的国会议员致信国务卿迈克·蓬佩奥和财政部长史蒂芬·梅努欽要求就大量穆斯林被关押进拘留营一事对新疆党委书记陈全国在内的七名中共官员用全球马格尼茨基人权问责法进行制裁，制裁要求还包括杭州海康威视数字技术股份有限公司和浙江大华技术股份有限公司。
2018年9月18日，在联合国人权理事会在日内瓦就人权问题举行一般性辩论时，法国和德国代表呼吁中国关闭在新疆的“再教育营”。代表们称数以十万计，甚至高达百万的信奉伊斯兰教的维吾尔人被关在教育营里接受政治宣教。
2018年10月4日，美国副总统彭斯在华盛顿哈德逊研究所就对华关系和政策发表公开演讲，他在演讲中表示：“共产党在新疆监禁多达一百万穆斯林维吾尔人到政府营地，他们在那里忍受全天候洗脑。教育营的幸存者将他们的经历描述为北京故意扼杀维吾尔族文化并摧毁伊斯兰信仰”。
2018年10月10日，美国国会及行政当局中国委员会公布了2018年年度中国人权报告。报告中写道：“特别值得关注的是，多达100万名或更多维吾尔族及其他穆斯林少数民族被大规模随意关押在中国西部的‘政治再教育营’。报告显示这可能是自二战以来最大规模的对少数民族人口的监禁。”报告建议使用《马格尼茨基法案》，对参与任意拘留及其他虐待行为的中国个人“实施金融制裁或拒绝发放美国入境签证”。
2018年10月29日，美国驻联合国经济和社会事务代表凯莉·柯里发表声明称：“越来越多的证据表明，自2017年4月以来，数十万人 - 可能是数百万人 - 被拘留在新疆的“再教育”中心。这是当今世界上最大的平民拘禁所。没有法律指控，没有审判，也没有法律追索权。在这些所谓的“职业教育”中心，被拘留者必须放弃其种族身份，宗教信仰、文化习俗。”
2018年10月30日，英国外交和联邦事务大臣杰里米·亨特在英国议会提到新疆“再教育营”的情况，亨特称：“伦敦已经注意到了最近几个月开始出现的报告，这些报告引起了很多关注，我们有自己的外交官在8月曾访问新疆，他们确定那些拘留营的报告大致准确。”
2018年11月6日，联合国人权理事会在日内瓦对中国大陸的人权状况进行第三轮普遍定期审议。澳大利亚、加拿大、比利时、捷克共和国、芬兰、德国、法国、冰岛、爱尔兰、瑞典、瑞士、英国、美国等至少13个国家的代表提出应该关闭这些营地。 其中澳大利亚代表呼吁中華人民共和国停止对新疆维吾尔人和其他穆斯林团体的任意拘留，美国代表马克·卡赛勒（Mark Cassayre）呼吁中華人民共和国关闭拘留中心并释放所有被拘留者等。
2018年11月7日，法国驻华大使馆在官方网站公布人权理事会法国代表的发言称：执行联合国消除种族歧视委员会于2018年8月就新疆提出的一揽子建议，特别是结束再教育营大規模關押的情况，并邀请人权高专及特别程序专家赴新疆。
2018年11月8日，德国联邦议院讨论新疆人权，政府和反对派多名议员敦促中華人民共和国结束对新疆西北部对维吾尔族穆斯林的镇压政策。其中联盟90/绿党议员麦格热特·宝斯表示称：“估计有100万人被任意拘留在中国西北地区的新疆地区，禁止祈祷，清真寺被拆毁。所有这些措施的目标是系统地消除新疆穆斯林少数民族的文化和特征。” 德国联邦政府人权事务专员科夫勒也表示：“德方断然拒绝中国对德国联邦议员施压的尝试，我们收到人权组织尤其是有关维吾尔族人境遇的令人忧虑的报告。根据这些报告，维族人被强迫集体居住在非法营地，遭受虐待和酷刑；中国官方将部分营地称为再教育营，甚至美化为职业培训中心。”
2018年11月8日，澳大利亚外长马里斯·佩恩访问北京并与中華人民共和国外交部长王毅共同出席了第五轮中澳外交与战略对话。在双方共同出席的记者会上，佩恩在回答媒体提问时表示，她已明确的向中方代表就新疆问题交换了意见。但佩恩并没有透露双方之间更多的相关讨论细节。
2018年11月14日，美国国会和行政当局中国委员会共同主席克里斯·史密斯向众议院提交由多位两党议员联署的《维吾尔人权政策法案》，谴责中華人民共和国政府在新疆侵害人权，包括强制性拘押多达一百万维吾尔人；呼吁立即关闭新疆的强制拘留营；呼吁国务卿考虑任命美国新疆问题特别协调员，协调美国对新疆暴行做出回应，并考虑对中華人民共和国政府、中共及安全部门中的人权侵害者实施针对性制裁。史密斯议员发表声明表示，“中国强制拘留一百多万维吾尔人和其他穆斯林，是令人惊愕的邪恶，国际社会应视之为反人类罪行。中国政府创建的这一庞大拘留体系只能被称为是“集中营”，不能被21世纪所容忍。”
2018年11月15日，路透社报导称英国、法国、瑞士、欧盟、德国、荷兰、澳大利亚、爱尔兰、瑞典、比利时、挪威、爱沙尼亚、芬兰和丹麦等15个国家驻华大使联合致信新疆党委书记陈全国，希望能够会见他并要求他对据称少数民族维吾尔人权利被践踏做出解释。信中提到，“我们对少数民族，尤其是维吾尔人少数民族在新疆维吾尔自治区遭受对待的报道深感不安”，“为了更好地了解那里的情况，我们希望在你方便的时候，尽快与你会面，讨论这些关切”。
2019年3月，美國駐聯合國一名大使凯莉·柯里說種族和宗教身份與恐怖主義的混淆以及消除穆斯林群體身份的努力是沒有道理的，超出任何法律規範。這對中國防止極端主義的既定目標也有很大的反作用。更提到美國一直在積極地試圖讓穆斯林占多數的國家向中華人民共和國施加壓力，迫使其改變對維吾爾族的鎮壓政策。
2019年3月14日，美國國務卿蓬佩奧譴責中華人民共和國「在侵犯人權方面無可比肩」，國務院人權事務局官員則稱將數百萬穆斯林集中拘押的作法「自1930年代以來」所未見。
2019年3月15日，美國國務院發表的2018《各國人權報告》中聲稱，中華人民共和國政府大大加強了對於新疆維吾爾少數民族的大規模拘捕，任意地拘留了80萬至超過200萬名維吾爾族、哈薩克族、其他民族和穆斯林於旨在消除宗教和種族身分識別的拘留營中。
2019年5月6日，美國國防部主導亞洲政策的助理部長薛瑞福指控中華人民共和國將超過百萬名穆斯林關入「集中營」，為美國首次用具有政治爆炸威力的集中營一詞，來形容中國大陸的“再教育營”。
2019年7月，联合国人权理事会的22个成员国（澳大利亚、奥地利、比利时、加拿大、丹麦、爱沙尼亚、芬兰、法国、德国、冰岛、爱尔兰、日本、拉脱维亚、立陶宛、卢森堡、荷兰、新西兰、挪威、西班牙、瑞典、瑞士和英国）联名发出一份声明，批评中華人民共和国在新疆地区大规模拘押维吾尔族等少数民族，並要求中華人民共和国让联合国和独立的国际观察员进入新疆。7月11日，中華人民共和国外交部发言人耿爽在例行记者会上回应，称22国“公然将人权问题政治化，粗暴干涉中国内政”。之後又有37國（阿尔及利亚、安哥拉、白俄罗斯、布基纳法索、布隆迪、科摩罗、刚果共和国、古巴、朝鲜民主主义人民共和国、剛果民主共和國、厄立特里亚、加蓬、老挝、缅甸、尼日利亚、菲律宾、俄罗斯、索马里、南苏丹、叙利亚、塔吉克斯坦、委内瑞拉、津巴布韦、沙特阿拉伯、巴基斯坦、埃及、多哥、柬埔寨、阿曼、卡塔尔、阿联酋、巴林、苏丹、土库曼斯坦、科威特、喀麦隆和玻利维亚）大使致信聯合國，表达对中国新疆政策的支持，認為中華人民共和国的防恐、防极端化的措施使得新疆安全，各民族人權也有保障；不過卡塔爾稍後於2019年8月宣布退出聯名信。
2019年9月，美國參議院通過《維吾爾人權政策法案》，法案要求國務院匯定期新疆“再教育營”的關押人數等各項人權狀況。
2019年10月7日，美国商务部以“在中国对维吾尔族、哈萨克族和其他穆斯林少数群体实施镇压、大规模任意拘留和高科技监控的过程中涉及侵犯和践踏人权的行为”為由將28个中国公安机构和公司列入实体清单，其中有新疆维吾尔自治区人民政府公安局和其19个下属机构，以及8家商业公司，包括海康威视、大华科技、科大讯飞、旷视科技、商汤科技、美亚柏科、溢鑫科技和依图科技。在未经美國政府批准的情况下，被列入“实体清单”的机构或公司被禁止与美国公司交易。
2019年10月8日，美国国务卿蓬佩奥宣布对在新疆压制维吾尔等穆斯林少数民族的中華人民共和国政府官员和其家庭成员施行签证限制。
2019年10月30日，英国驻联合国大使凯伦·皮尔斯代表美国、澳大利亚、加拿大、法国、德国、日本、荷兰、新西兰、挪威、瑞典等23个国家在联合国人权理事会上发表了联合声明，呼籲中華人民共和國停止拘押维吾尔人和穆斯林，尊重新疆与中国大陸各地的宗教信仰自由。而白俄罗斯驻联合国代表瓦连京·雷巴科夫代表中国、巴基斯坦、俄罗斯、埃及、玻利维亚等54个国家在联合国人权理事会上讲话，認為新疆已经恢复了安全，中華人民共和國政府在新疆反恐和去极端化的过程中尊重和保护人权。
2019年11月27日，法国外交部长让-伊夫·勒德里昂呼吁中華人民共和国关闭“再教育营”，并允许联合国人权事务高级专员尽快访问新疆。法国外交部发言人接受採訪時要求中華人民共和国停止大规模任意拘押。
2019年12月3日，美国国会众议院通过《维吾尔人权政策法案》。
2019年12月，針對中方宣稱建立“再教育營”是為打擊恐怖主義，美國國務卿蓬佩奧和美國國務院發推特声称，从西藏到新疆，中共的镇压运动并非为打击恐怖主义，而是试图消除本国公民的信仰和文化。
2020年2月2日，美国国务卿蓬佩奥访问哈萨克斯坦时，谴责中国打压维吾尔人、哈萨克族和其他少数民族，並呼吁中亚国家庇护逃离中国的少数民族。
2020年5月22日，奇虎360、东方网力、达闼科技等7家企業因涉及新疆再教育營被美國商務部列入经济制裁黑名单。
2020年6月5日，美国商务部将24个支持中国军用采购的机构和个人、9家侵犯新疆人权的中国机构列入出口管制“实体清单”。
2020年7月9日，美国财政部依照总统特朗普于2017年12月依照《全球马格尼茨基人权问责法》签署的行政命令，对新疆党委书记陈全国、前新疆政法委书记朱海仑、新疆公安厅厅长王明山及前新疆公安厅党委书记霍留军进行制裁，四人在美资产将被冻结，同时前三人与亲属无法入境。随后四人均公开表示，在美国没有任何个人资产，也根本不愿去美国。王明山及霍留军更表示对被制裁感到非常荣幸和自豪。
2020年7月20日，美國商務部將与新疆侵犯人权有关的11家中国公司列入被制裁实体清单。
2020年7月31日，美国财政部与国务院宣布，對新疆生产建设兵团党委副书记彭家瑞与前新疆生产建设兵团党委书记孙金龙進行制裁，他们在美资产将被冻结并限制入境。
2020年9月8日，在英国工党议员希柏恩·麦克唐纳的协调下，包括英国保守党外交事务委员会主席托马斯·图根达特、自由民主党领袖爱德·戴维，以及英国绿党、苏格兰民族党和威尔士党在内共130多名英国议员谴责中共对待新疆维吾尔穆斯林少数民族的行为，並向中國駐英國大使劉曉明遞交聯名信要求立即结束對維吾爾族的壓迫。
2020年9月14日，美国政府宣布对来自中国新疆地区的一系列产品实施禁令。美国認為在新疆生產的商品含有“强迫劳动”。
2020年9月22日，法国总统马克龙在第75届联合国一般性辩论大会上要求派出国际调查团前往新疆展开调查。
2020年9月30日，美国众议院投票通过了《强迫维吾尔人劳动披露法》（Uyghur Forced Labor Disclosure Act of 2020）。该法案要求在美国上市的公司公开披露与新疆维吾尔自治区有关的活动，包括它们的供应链问题，在当地商业活动的具体信息，及进口的商品或材料是否出于强迫劳工营等内容。
2020年10月，德国驻联合国大使克里斯多夫·赫斯根代表美国、英国、法国、德国、意大利、加拿大、澳大利亚、日本、西班牙、荷兰、新西兰、瑞典、瑞士、挪威、洪都拉斯、海地、摩纳哥等39国在联合国大会第三委员会（社会、人道主义和文化）辩论会上发表声明，对新疆存在的“政治再教育”营表示严重关切， 并呼吁中国允许包括联合国人权事务高级专员（米歇尔·巴切莱特）在内的独立观察员立即、有意义、不受限制地进入新疆。
2020年11月5日，英国国会商业、能源及工业策略委员会要求服装品牌禁止使用來自新疆再教育营生產的棉花。
2020年11月24日，据路透社报道，罗马教皇方济各在一本新书中首次将中国的维吾尔族穆斯林称为“受迫害的”人。
2020年12月2日，美国国土安全部宣布，美国海关与边境保护局人员将在美国所有入境口岸扣留包含新疆生产建设兵团生產的棉花和棉制品。2021年1月13日，美国政府宣布禁止进口来自新疆的、强迫劳动力生产的棉花及番茄制品。英國和加拿大隨後跟進。
2021年1月19日，美国国务卿蓬佩奥代表美国政府发表声明，认定自2017年，在中共的指导和控制下，中国政府在新疆对以维吾尔穆斯林为主的少数民族犯下了反人类罪，包括“随意拘捕，强迫节育，折磨，强迫劳动，高压限制宗教信仰、表达和行动自由”；而且犯下了种族灭绝罪，企图摧毁维吾尔民族。蓬佩奥的继任者布林肯同意蓬佩奥的说法。
2021年2月10日，美国总统乔·拜登与中国领导人习近平通电话，拜登强调了他对新疆地区侵犯人权的根本性担忧。
2021年2月，芬兰总理马林在推特上表示，中国当局侵犯了人权，压迫了少数民族群体，“没有理由对这些暴行视而不见”。3月，芬兰纸浆和纸张制造公司斯道拉恩索宣布计划停止在芬蘭约恩苏市生产出口至新疆的溶解木浆。
2021年3月23日，德國外交部召見中國大使，對於因中華人民共和國制裁德國議員和學者，表達不滿。德國外交部長馬斯（Heiko Maas）表示：「德國政府堅持與中國大使當面討論，因為中國對議員和學者執行制裁『完全不合理』。歐盟因人權被迫害對中國實施制裁，相較之下北京制裁的對象是民主和民主機關，這點德國無法接受。」而德國國會外交委員會主席洛特根（Norbert Rottgen）則呼籲：「歐盟得做出強硬回應，目前的政治氣氛下，歐洲不應該批准去年底與中國敲定的投資協定。」
2021年3月26日，英國外交大臣多米尼克·拉布表示：「在英國加入國際社會的行列，制裁應該為侵犯人權負責的人們時，中國政府卻制裁其批評者。如果北京想要可信的反駁新疆侵犯人權的說法，就應該允許聯合國人權高級專員充分地進入當地，以查證真相。」。
2021年3月28日，美國國務卿布林肯表示：「北京試圖恫嚇、讓為人權與基本自由發聲的人士噤聲，只是讓國際對新疆種族滅絕、違反人道罪情事的監督力道更大。」並且強調美國、歐盟、加拿大、英國及其盟國，都會共同要求中國應停止侵犯新疆維吾爾族人和其他少數民族人權，並給予釋放。
2022年5月27日，德国經濟部長以人權為由拒绝向在新疆開展業務的大众汽车在中国的投资提供公共担保。如果大眾得不到公共担保，公司将承担海外项目的全部财务风险。

### 穆斯林占多数的国家
2018年9月，巴基斯坦在公開聲援新疆維吾爾族後，態度也發生了巨變，原先宗教事務部長表態反對譴責中華人民共和國對新疆維吾爾族的「反恐」活動，但外交部長卻隨即指稱一切的報導皆是危言聳聽，而總理更是數次發表聲明表示自己對中國大陸的穆斯林情況一無所知。
2018年10月2日，土耳其国民议会议员、中右翼政党好党主席梅尔·阿克苏纳在该党的小组会议上表示：“目前尚不清楚土耳其的外交政策了，中国政府将上百万维吾尔人关进政治营中，总统府没有任何反应，请问总统先生埃尔多安，你对中国有什么承诺吗？”。
2018年12月21日，印度尼西亚数百個穆斯林在中華人民共和国驻雅加达大使馆外举行抗议示威，要求北京政府结束大规模关押维吾尔穆斯林。抗议者呼吁印尼政府采取真正的行动，帮助维吾尔人，并且呼吁全世界的穆斯林提供援助，支持维吾尔人，拯救维吾尔人，给予他们作为穆斯林的信任自由。抗议者还呼吁印尼政府驱逐中華人民共和国驻印尼大使。
2019年12月27日，再次有数百印尼穆斯林在中国驻雅加达使馆前抗议，示威者高举“拯救维吾尔人”标语，要求北京当局停止在新疆迫害穆斯林。 
2019年1月，出生於中國新疆伊寧的吉爾吉斯共和國國會議員阿迪力·居努斯接受《丝路新观察》採訪時表示新疆职业技能教育培训中心（再教育營）正是去除极端化的一个巧妙方法。他認為，培训中心通过教授学员学习国家通用语言文字、法律知识和工作技能，帮助那些受到极端主义思想影响以及有轻微违法犯罪行为的人员转变了思想，重归正常社会生活，有效地防治了三股势力渗透和极端思想蔓延。
2019年2月9日，土耳其外交部发言人哈米·阿克索伊通过声明表示，土方呼吁中華人民共和国政府关闭在新疆针对穆斯林少数民族所设立的“再教育营”，要求国际社会和联合国秘书长采取有效措施施压中国，并称“超过100万维吾尔突厥人被任意拘捕，在教培中心和监狱中遭到酷刑和政治洗脑，已不是秘密”，而是“人道上重大的耻辱”。2月11日，中華人民共和国外交部新闻发言人华春莹在例行记者会上认为土耳其外交部发言人的有关表态，非常恶劣。中華人民共和国驻土耳其大使馆就土耳其相关言论向土方提出了严正的交涉。
2019年2月21日，沙特阿拉伯的王儲穆罕默德·本·萨勒曼在出訪中國時表示，中国有权为维护国家安全采取反恐和去极端化举措，沙方予以尊重和支持，愿同中方加强合作。
美國之音稱，2019年3月初，在新疆“再教育營”被披露在國際關注之下時，擁有57個會員國的伊斯蘭合作組織以及巴基斯坦，都表明了自身的不滿並且替遠在新疆的維吾爾族人受到的人權災難發聲。這些來自伊斯蘭國家譴責中華人民共和國政府的聲音之后發生了轉變，由原先的譴責改變為歡迎來自中國大陸的官員並且稱讚中華人民共和國政府接納且十分照顧來自外國的穆斯林。美国之音認為其態度轉變有可能是因為多數伊斯蘭合作組織成員國位於一帶一路的區域之内，因而受到來自北京當局的壓迫產生。新華社的新疆教育中心的紀錄片則反擊稱諸多伊斯蘭國家大使參訪後，發現了實際狀態根本和西方媒體講的南轅北轍，所以才紛紛改變態度。一名马来西亚外交官后来在私交媒体上批抨有关说法，指出北京声称参观集中营是自由的说法不符，而是精心塑造其在外交界的新疆形象，例如严谨挑选访客或友好记者，而这些行程并不总是按计划进行的。他表示，在与十几名来自穆斯林国家的外交官一起参与时，他们实际上可以感受到维吾尔族学生的恐惧和沮丧，并认为中国正在以恐怖主义威胁为借口，对维吾尔族穆斯林进行洗脑。
2019年10月29日，英美等西方國在聯合國發佈一抨擊新疆政策的23國聯名信，同日白俄羅斯代表54國發言支持中方的新疆成人再教育的反恐措施切實有效，包含諸多伊斯蘭國家，亦有天主、基督教和東正教國家支持中方例如埃塞俄比亚等非洲基督教國家和俄羅斯東歐俄系國家、尼加拉瓜等中南美天主教國家。美國代表發言完後，另有30多國發言反对任一国家借人权问题挑起对抗、干涉别国内政。
2019年9月12日，中国驻冈比亚大使马建春在使馆会见冈比亚总统巴罗宗教顾问博江。博江强调，恐怖主义、分裂主义和极端主义是人类社会公敌，中方基于本国和当地实际制定新疆政策，取得积极成效，得到民众拥护，应当也一定会受到国际社会广泛支持。
2019年12月13日，中国驻冈比亚大使马建春在使馆会见前来礼节性拜会的塞内加尔新任驻冈比亚大使赛纳。马大使介绍了中方在涉疆问题上的立场及反恐和去极端化举措，赛纳大使对中国政府反恐和去极端化措施表示理解和支持。
2019年12月20日，有1000到2000名示威者在土耳其伊斯坦布尔游行，抗议中国对新疆维吾尔穆斯林的镇压。示威者举着东突厥斯坦旗幟，焚烧五星紅旗，扛着写有“关闭集中营！”的标语牌。
2020年2月，土耳其外长恰武什奥卢在与中国外长王毅于德国会面，會後恰武什奥卢表示中方不应将所有穆斯林维吾尔族人标记为恐怖分子。
2020年9月29日，土耳其正義與發展黨发言人赛里克在参加记者会时就中國的新疆維吾爾族政策表示，中國必须进行认真区分恐怖分子和无辜者之间的區別。次日，中国驻土耳其大使馆刊登声明表示强烈抗议。大使馆認為土耳其有关涉疆表态与新疆现实完全不符。
2021年哈萨克斯坦外交部证实，部分哈萨克公民以及有亲属在哈萨克斯坦的中国公民已有一段时间无法再从新疆入境哈萨克斯坦。
2021年3月30日-31日，伊朗驻华外交官访问新疆乌鲁木齐、喀什。一行人除了参观了白大寺、城市街道、新疆国际大巴扎，并拜访了当地居民以外，还与教培中心结业学员面对面的交流。一个维吾尔族出租车司机告诉外交官，教培中心从来没有限制学员的人身自由，他在教培中心学习的7个月里想回家时都可以回家；他不仅认识到极端思想的危害，还提高了职业技能，现在生活越来越好。伊朗驻华大使克沙瓦尔兹·扎德表示：“一些人编造所谓“新疆种族灭绝”等耸人听闻的谎言，根本原因就是不想看到中国的发展进步。我们在新疆亲眼看到的绝不是“灭绝种族”的暴行，而是“消除贫困”的努力，正是因为这样的努力，新疆人民的生活越来越好。”

## 非政府组织
2018年9月9日，人权观察发布名为《“去除思想上的病毒”：中国对新疆穆斯林的镇压行动》的117页长篇报告。报告指出中国政府正在新疆地区对穆斯林实施有系统的人权侵犯行动；该报告内容主要根据对58位新疆前居民的访谈，包括5位曾被拘押人员和38位在押人员家属来说明中国政府的大规模任意拘押、政治思想灌输、连坐处罚、酷刑和不当对待等。人权观察中国部主任索菲・理查森（Sophie Richardson）称：“中国政府正在新疆实施数十年来最大规模的人权侵犯，新疆的镇压行动考验著联合国和相关国家面对日益强大的中国，能否为阻止人权侵犯而实施制裁。”报告建议中華人民共和国政府立即关闭新疆所有教育转化班，释放所有在押人士；报告还对全国人大常务委员会，新疆人民代表大会以及相关国家政府给出了部分建议。
2018年9月2日，据《美国之音》报导，支联会、社会民主连线、民主党、工党等16个香港公民团体在中央人民政府驻香港特别行政区联络办公室门前举行集会，抗议中華人民共和国政府在新疆对维吾尔人严酷打压，在新疆对维吾尔人采取一系列种族文化灭绝行动。活动人士要求对新疆实情展开国际调查。
2018年11月6日，联合国人权理事会在日内瓦第三轮普遍定期审议中国人权状况期间，上千名来自美国、加拿大、澳大利亚、土耳其、日本、中亚各国等世界各地的维吾尔人在日内瓦的联合国人权理事会总部前举行游行集会，抗议北京政府在新疆的政策。世界维吾尔代表大会发言人迪里夏提说，希望通过这次大型抗议使中華人民共和国感受到直接外交压力，允许国际社会进入当地进行独立的调查。
2019年4月1日，人權觀察指責中國多年來一直削弱聯合國人權機制，尤其在虐待新疆維吾爾人等少數民族的問題引發全球公憤後，進入恐慌模式，動用各種壓力，抵制國際譴責行動。
2019年8月22日，美国非政府组织公民力量發佈報告指責中国将维吾尔人送进新疆“再教育營”，强迫維吾爾人成为生产棉纺织品的免费劳动力。

## 各国媒体
2018年4月27日，据法新社等媒体报导，上千名来自世界各地的维吾尔人聚集在位于比利时首都布鲁塞尔的欧洲议会总部大楼前举行大规模游行，抗议北京政府任意拘押维吾尔族人。示威者要求欧盟：敦促中国政府释放所有被任意羁押或已被羁押但未受指控的维吾尔人；派遣官方特使调查新疆的情况；推进并加强欧盟与中国的人权对话。
2018年8月12日，中国《环球时报》发表社论称：“新疆的和平稳定高于一切，以此为目标，各种措施都可以尝试，实际效果好的就应总结推广”，但没有直接提到“再教育营”是否存在。
2018年8月14日，美国《华盛顿邮报》编委会发表题为《我们不能忽视这种在中国的残酷清洗》的社论，表示中華人民共和国把新疆维吾尔人关入集中营的行为是自文革以来中共政权最大和最残酷的镇压，呼吁美国国会应该介入新疆人权危机。
2019年3月15日，新西兰克赖斯特彻奇发生一起针对当地穆斯林的恐怖袭击，作案凶手布伦顿·塔兰特在作案前发布的宣言中表示十分认同中華人民共和国政府的价值观，他特别称赞了中国的“政治和社会价值观”和“非多样化”背景，英国《独立报》及一些组织表示应对中華人民共和国在新疆针对穆斯林的所作所为对他国产生影响的可能性引起重视。
2019年5月，《香港蘋果日報》報導称，香港理工大學中國文化系系主任韓孝榮在擔任荷蘭出版社博睿旗下的學術期刊《China and Asia》的總編輯時，涉嫌對美國羅斯-豪曼理工學院人文社會科學系助理教授Timothy A. Grose的書評文章進行政治審查，要求Grose將書評首段相關新疆“再教育營”及高壓統治的內容删除，引起社會廣泛的關注和爭議。
2019年11月16日，《纽约时报》披露了403页据称由匿名内部人士泄露的新疆“再教育营”文件，内容涵盖习近平等中共领导人就新疆问题的讲话、管控维吾尔人的指示和报告，以及将新疆宗教政策扩大到全国范围的计划。不过，报道未公开文件的全部内容，而是重点分析了其中指导吐鲁番市的官员如何回应“再教育营”学员子女质问去向的文件。外界认为，这是近年来中共文件遭泄密范围最大的一次。
2019年12月5日，中国环球电视网播出名为《中国新疆，反恐前沿》（英語：Fighting Terrorism in Xinjiang）的英文纪录片，意在展示新疆發生的暴力恐怖主义和宗教极端主义，希望改變西方社会对于新疆再教育營的看法。
2020年2月17日，英国广播公司等多家西方国家主流媒体同步报道从新疆墨玉县泄露的长达137页的“再教育营”人士的详细信息，涉及311人。文件详细记载了这些人士及其好友的个人信息，包括姓名、身分证号、住址，以及被关押的理由，总覆盖人数达到约3000人。文件还记录了这些人士的朋友、邻居中是否发现其他“严打收押、送培人员”，以及他们祈祷地点、频次，着装方式等。
2020年4月，据台湾三立新闻等媒体报道，一起在臺灣申請撤銷離婚判決的官司，凸顯中國再教育營的問題。
2020年8月4日，英国广播公司（BBC）駐中國記者沙磊（John Sudworth）發布影片，片中的維吾爾族男子麥爾丹·阿巴聲稱被政府囚禁於拘留營。报道称，时年31歲的阿巴據稱是淘寶網的模特兒，並憑此獲得收入。報道最後指，「BBC向中國政府發出查詢申請，請求他們確認阿巴及他的叔叔是否涉嫌在中國從事犯罪活動，並回應阿巴被以何緣由拷在床上，以及其他虐待和酷刑指控。但所有問題均未得到回應」。7日，中华人民共和国外交部網站發布消息稱“外交部新聞司負責人就英國廣播公司製作並播放涉疆假新聞向該媒體當事駐京記者提出嚴正交涉”。新聞司負責人指出，BBC的報道「東拼西湊，塞入許多涉疆虛假信息，移花接木，牽強附會，主觀臆斷，嚴重失實」。
2021年1月24日，《中国日报》发布纪录片《起底外媒：谎言新疆》揭露外媒有关报道。紀錄片結尾稱：「也许有人想把他们当做政治工具，但正直的新疆人民，决不惮向世界发出自己的声音」。
2021年3月31日，法国世界报报道，CGTN撰稿人、法国独立记者Laurène Beaumont经调查实际是个根本不存在的虚构人物。后者此前在法国多個報社供职多年，后为CGTN撰稿，称自己亲自去了新疆，指责人权侵犯是谎言。2021年4月2日，法新社记者就此向外交部新闻记者会提问，华春莹驳斥了这一观点，并表示法国《世界报》没有经过严格核实就声称这位人士“并不存在”，经过向CGTN核实，这位法籍人士是一位独立撰稿人。
2021年10月4日，CNN引述一名流亡欧洲的江姓中国公安在新疆的经历。2015年，上司将他抽调到新疆支援反恐行动，捉拿可疑的维吾尔人。据介绍，警方往往会结队搜查人们的房子，下载他们电脑及手机上的数据，有时也会利用居委会召集所有村民，借机集体拘留，每年至少有90万维吾尔人及其他少数民族被带走。被拘留者会遭到警方刑讯逼供，不论男女。逼供方式多种多样，有时使用警棍或带锁的铁链打人，有时是坐老虎凳，有时是吊在天花板上，还有性暴力、电击和水刑的。被严刑拷打的人之中，有年仅14岁的儿童。江自认为自己抓过的数百个囚犯中，“没人犯过罪”，“都是普通人”。CNN随后找来两名维吾尔人Abduweli Ayup和Omir Bekali，均用亲身经历证实江的说法：Abduweli Ayup说自己2013年8月19日被喀什警方拘留，当时携带步枪的警察包围了他为教幼儿母语而开办的幼儿园，将他扣留在喀什拘留所，头天晚上十几名中国囚犯在“三四个狱警的指挥下”轮奸了他。随后，警方把他送到再教育营，在他被迫承认“非法集资”的罪行后，最终于2014年11月20日获释；Omir Bekali于2006年移民哈萨克斯坦并取得国民身份，2017年3月26日在克拉玛依出差时，被当地警方拘留，在地下审讯室审讯4天4夜，要求他承认支持恐怖主义，之后他被送往在再教育营培训8个月，母亲、姐姐和弟弟都被关，还得知父亲Bakri Ibrayim于2018年9月18日在拘留中死亡。2018年11月，Omir Bekali取保候审，后定居荷兰。CNN就上述指控向中国政府查询，对方未有回应，但Bekali被新疆政府确认因涉嫌恐怖犯罪被拘留了8个月，但指他遭遇酷刑及家人被拘留的说法“完全的谣言和诽谤”，澄清他父亲因肝癌去世，家人“目前过着正常的生活”。

## 其它个人反应
2019年3月11日，亚洲自由论坛特约评论员、旅美政论家陈破空在西藏抗暴六十周年纪念活动中发表演讲，称中国在新疆设立“再教育营”，关押一百多万维吾尔人、以及十几万哈萨克人，以暴力胁迫方式，强迫他们改变信仰和文化。陈破空认为这是当代集中营纳粹暴行在二十一世纪的重演，并认为共产党中国就是当代的纳粹德国。
美国女演员及歌手奧莉維亞·羅德里戈分别于2019年10月4日及2020年7月24日通过推特和Instagram声援维吾尔族并谴责中国政府对维吾尔族的制度。
2019年11月，17岁的美国阿富汗裔少女弗罗沙·阿齐兹（Feroza Aziz）通過抖音呼籲大家關注“再教育營”中民眾遭遇，这一短片得到了上百万点击及超过50万人点赞，其后该短片被上传至推特和Youtube等其他社交平台，更获得超过500万收看次数。阿齐兹的账号随后被抖音以“散布恐怖主义相关内容”為由停用，不久恢復、抖音向其道歉。
2019年12月13日，土耳其裔德國足球員梅苏特·厄齐尔在社交媒體聲援新疆維吾爾人。
2019年12月23日，新西蘭橄榄球運動員桑尼比尔·威廉姆斯通過Twitter聲援新疆。
2020年9月30日，法国演员奥马·希和经济学家托马斯·皮凯蒂等人在《世界报》和《解放报》發表联署评论文章，呼吁法国和各国社会及政府对维吾尔等穆斯林少数民族所遭受的侵犯人权行为加以关注，并采取措施。
2020年12月10日，法国作家、记者马克西姆·维瓦斯（Maxime Vivas）的著作《维吾尔族假新闻的终结》出版。2021年，《环球时报》对马克西姆·维瓦斯的访问中，马克西姆·维瓦斯称书中描述了他对于新疆反恐努力和当地发展的观察结果，并分析了美国国家民主基金会、分离主义组织世界维吾尔人大会和人权观察组织之间的联系，并在书中阐明这些组织如何串谋编制和散布诸如“种族灭绝”、“关押百万维吾尔人”等指控以及他们跟美国中央情报局（CIA）的勾连。中华人民共和国驻法国大使馆称本书“揭露美国国家民主基金会、世界维吾尔代表大会（世维会）和‘人权观察’组织如何运用先入为主、捕风捉影、移花接木、断章取义等手段，制造并传播诸如“种族灭绝”、“教培中心关押百万维吾尔人”等涉疆谎言谣言”。对此，2021年3月30日法国国际关系研究所研究員Marc Julienne发表文章《谴责维吾尔人的“假新闻”并为北京带来幸福的法国人马克西姆·维瓦斯（Maxime Vivas）是谁？ 》，指控其“製作與北京同調的假資訊”，称其无视联合国于1948年签署的《防止和惩治灭绝种族罪公约》所确定的标准，并且无视一些“准确的证据”。
德國學者鄭國恩（Adrian Zenz）發表報告《新疆軍事化職業培訓系統來到西藏》及《新疆強迫勞動：勞動轉移及動員少數民族摘獲棉花》，引來中國大陸媒體批評鄭國恩。2020年12月14日，鄭國恩繼續公布新疆維吾爾族人被強迫勞動的報告。
2021年数十名哈萨克人在中国驻哈萨克斯坦阿拉木图的总领事馆外举行长达一个多月的示威行动。他们举着亲人的照片与海报，在中国领事馆外喊着口号，要求中国政府解释他们在新疆失踪的家人究竟身在何处。
2021年3月23日，暨南大学传播与边疆治理研究院发布全文1.8万字的《“强迫劳动”还是“追求美好生活”?——新疆工人内地务工情况调查》研究报告。报告作者之一，暨南大学研究员尼罗拜尔·艾尔提博士表示，“一些国家以所谓‘强迫劳动’为由制裁雇佣新疆少数民族工人的企业，实际上是打着人权的旗号损害新疆各族人民正常劳动的权利。她希望通过这份客观中立的报告，向外界呈现新疆少数民族工人在内地务工的真实情况，并帮助家乡人发声。研究报告全部基于一手的调研资料，对广东5个企业的70名新疆少数民族职工进了访谈，一个车间一个车间去观察他们的工作情况，与他们一起在职工食堂吃饭，或者一起逛街。受访者分享了工作和生活中的很多细节，并对他们在内地企业正常的就业行为被污蔑为‘强迫劳动’感到非常愤怒和担忧。受访的一位40多岁的女工告诉尼罗拜尔·艾尔提，‘我们靠自己的双手去劳动，国家和政府给我们这么好的机会，却被外国污蔑成“强迫劳动”，这是动了我们靠劳动得到的饭碗。’”北晚新视觉认为，此报告足以证明阿德里安·曾兹等人所谓“研究报告”属于抹黑新疆的谎言。”
2021年3月25日，日本前防衛大臣中谷元將提案立法，要求日本政府就新疆問題制裁中國，並表示：「日本雖然對霸權主義和侵犯人權的行為加以批判並表示關切，但對這些行為不能僅僅口頭上説説，必須採取行動阻止。」
2021年，英國紐卡索大學新疆地區研究學者芬利博士（J. Smith Finley），疑因和新疆再教育营有关的研究，遭中國列入黑名單，禁止他入境中國，也不得與中國機構合作，引起全球共有420位學者不滿，並于2021年3月31日共同在英國「泰晤士報」（The Times）發表公開信，內容寫道：「北京制裁芬利博士，代表中國官方威脅大學學術自由的核心原則，而這種史無前例的舉動蘊含深刻的意義，總共出於3個原因。第一、中國共產黨長期以來一直使用隱蔽的方式，試圖壓制境外批評者，但這種公開針對學者的制裁是嚴重的威脅。第二、這反映了中國對英國大學的誤解，英國大學並不是國家機構，而是致力追求真理的自主機構。第三、中國實際上堅持自我審查是和中國大學建立學術合作關係的先決條件，英國與中國的學術合作即使不是不可能，也會變得非常困難。作為學術界同仁，我們全力聲援芬利博士。」。芬利曾在2020年11月，於《種族滅絕研究》（Journal of Genocide Research）中發表一篇論文，引用郑国恩的结论称，约一百多萬名維吾爾人，在高度維安的監獄裡，遭到勞改，並形容新疆是「二戰以來最大規模的強迫監禁少數民族的地方」
2021年10月，加拿大学者达伦·拜勒 (Darren Byler)出版了《在集中营：中国高科技流放地》一书。书中描绘了新疆集中营里的状况，作者在書中指控中共当局运用科技手段监控人民。
2022年5月24日，全球14家媒体联盟联合报道德国学者阿德里安·曾兹独家取得的大批关于新疆再教育营的公安内部文件。